# Jens Smærup Sørensen
Jens Smærup Sørensen, född 30 maj 1946 i Staun nära Nibe, är en dansk författare.
Sørensen är sedan 1995 medlem av Danska akademien och även dess sekreterare från 2006. 
Hans senaste roman, Mærkedage, kom ut i Danmark 29 mars 2007. Det är en släktsaga. Romanens ram är släktgården i författarens barndomsby, Staun.